# 北陸鉄道モハ2300形電車
北陸鉄道モハ2300形電車（ほくりくてつどうモハ2300がたでんしゃ）は、かつて北陸鉄道に在籍していた路面電車用車両である。同社金沢市内線廃止後の1967年（昭和42年）に豊橋鉄道に譲渡された。入線当初はモ300形と称したが1968年（昭和43年）にモ3300形に改称、2000年（平成12年）まで使用された。

## 北陸鉄道在籍時代
1961年（昭和36年）3月に日本車輌製造でモハ2301・2302の2両が新製された。金沢市内線としては最後の新製車両である。
車体は全鋼製で前作のモハ2200形（→名鉄モ560形）に類似するが、駆動方式は吊り掛け駆動ながら間接制御で4個モーターによる全軸駆動、オイルダンパ付・エリゴばね・弾性車輪使用の防震台車、電気ブレーキ常用、空気ブレーキのセルフラップ式ブレーキ弁など、静粛性と乗り心地の良さなどの面で高水準の車両であった。ただし、金沢市内線の規格に合わせて製造されたことから、幅員が小さく、定員の少ない2扉車であった。
しかし、1967年（昭和42年）に金沢市内線は廃線となったため、本形式の北陸鉄道在籍は製造後わずか6年に終わり、2両揃って豊橋鉄道へ譲渡されることとなった。

## 豊橋鉄道移籍後
豊橋鉄道へは1967年（昭和42年）5月26日に入線し、前述のように当初はモ300形（301号・302号）と称した。製造が比較的新しかったため、入線時の改造は続行灯の設置など小規模な改造にとどまった。塗装も北陸鉄道時代のままで、上部がクリーム、下部がピンクであった。パンタグラフが当初より装着されていたことや、明るい塗装も相まって、東田本線の車両の中ではひときわ異彩を放った。その後1968年（昭和43年）11月1日付の改番により、モ3300形3301・3302と改称・改番された。
1971年（昭和46年）11月30日には、ワンマン運転対応車として登場した。ワンマン化改造では、バックミラー・ブレーキ灯・バンパー・前照灯下のワンマン表示板などが取り付けられた。この改造では塗装は変更されなかったが、1972年（昭和47年）11月から1973年（昭和48年）1月にかけてストロークリーム地に赤い帯を巻く「新豊鉄色」に変更された。また、塗装変更と同時に運転台正面の中央窓に通風口が取り付けられ、窓の形状が変わった。1977年（昭和52年）には、単線区間の閉塞方式変更に伴ってパンタグラフが運転台寄りから中央に移設された。1990年（平成2年）以降は塗装が全面広告に変更されている。
路面電車としては高性能かつ車齢が比較的新しいことで豊橋での運用が続いたが、同路線で運行されているモ3100形やモ3200形が次々と冷房化改造を受けるようになったものの、モ3300形は小型ゆえに冷房改造が困難であったことから、以後予備車として赤岩口車庫で休むことが多くなった。1999年（平成11年）にモ3500形2両（3503号・3504号、いずれも冷房車）が入線するとモ3300形の存在意義はなくなり、2000年（平成12年）3月に廃車された。運用終了前、再び北陸鉄道金沢市内線在籍時の姿に戻され「さよなら運転」が行われた。

## 廃車後の状況

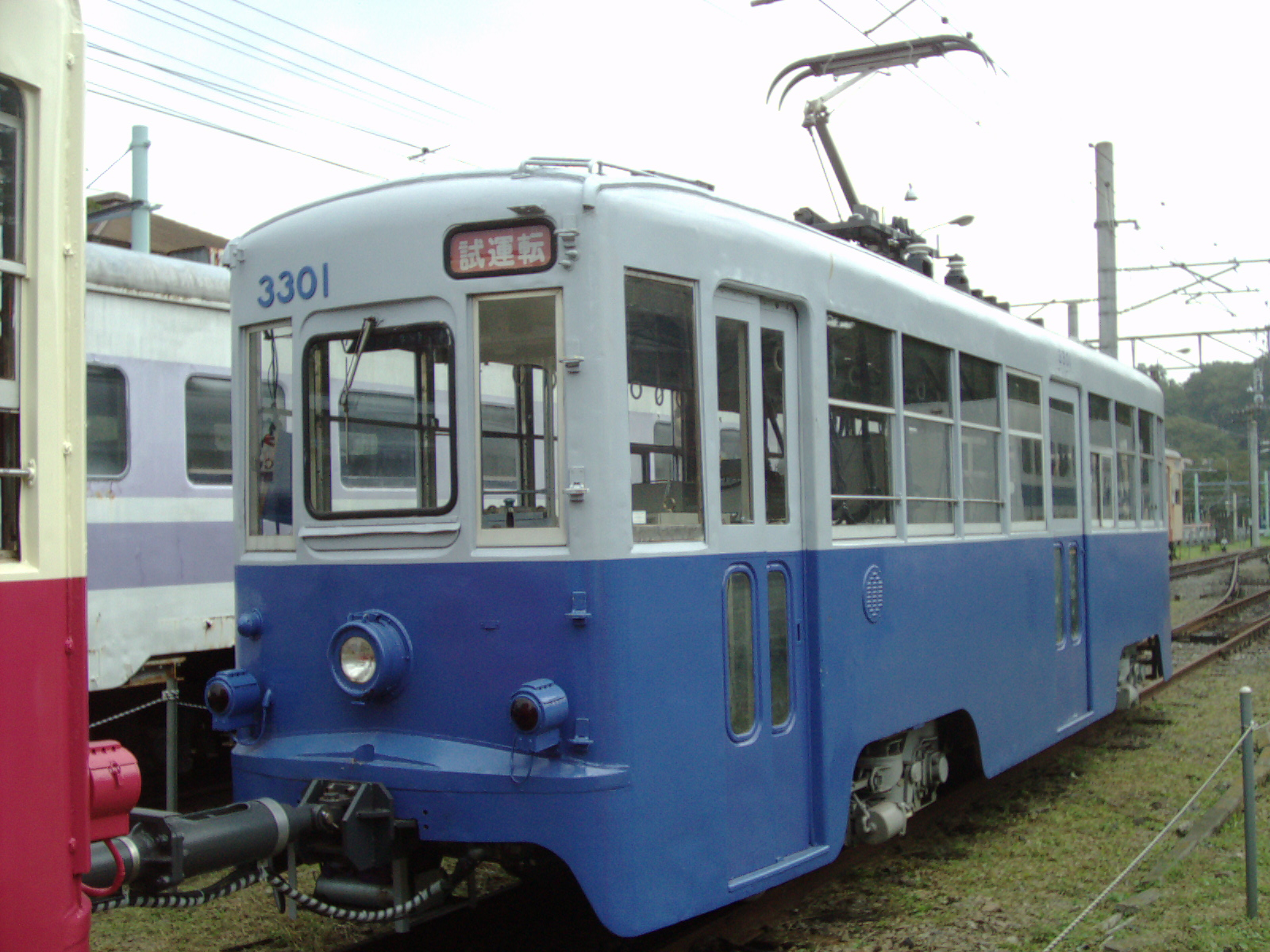
鉄道総合技術研究所構内の3301。

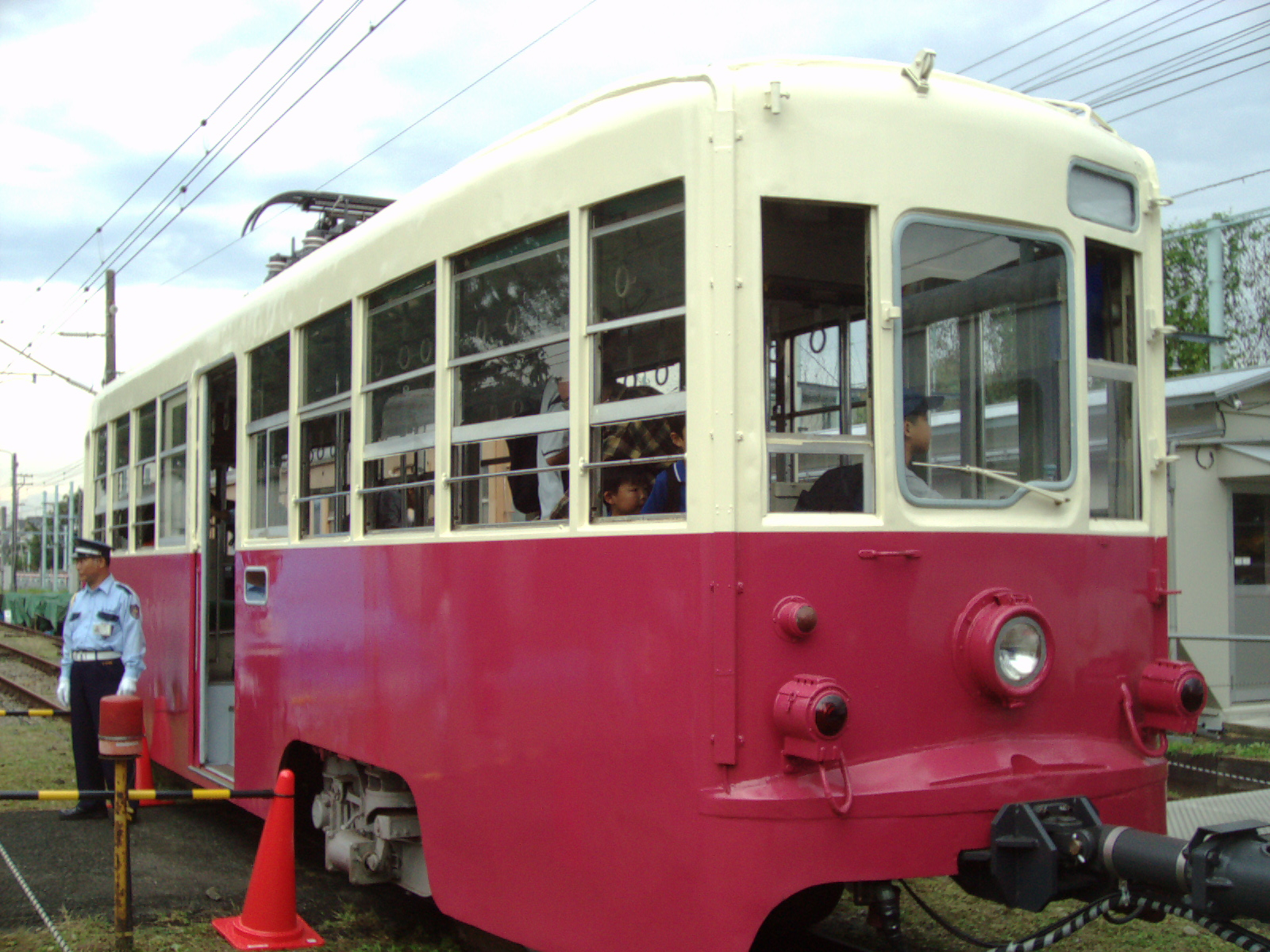
鉄道総合技術研究所構内の3302。

廃車後は車庫に留置されていたが、鉄道愛好者団体の協力によってアメリカ・イリノイ州の鉄道博物館へ寄贈が計画・実現されようとしていた。しかし、同時多発テロ発生による影響からアメリカへの寄贈は白紙となった。
その後、車両は鉄道総合技術研究所へ譲渡され、2003年（平成15年）8月に「運動エネルギーの回収率を向上させる研究開発」過程の実験車として架線レスバッテリートラムに改造され、実験走行に成功した。この改造の際にモーターを含む電気機器の多くが新たに専用で用意された一方、台車は存置されたが故に駆動方式は吊り掛け式のままである。
2005年（平成17年）には架線・バッテリーによるハイブリッド電車の実験車に改造され、実験走行に使用された。その後、1両が栃木県の那珂川清流鉄道保存会で保存された。

## 主要諸元
1999年3月1日現在の諸元を示す。
- 製造年：1961年（昭和36年）
- 製造者：日本車輌製造
- 定員：70人（座席定員は30人）
- 自重：13.0t
- 全長：11,500mm
- 全高：3,820mm
- 全幅：2,200mm
- 台車：日本車輌製造製 NS-16
- 電動機：NE-22B（出力 22.4kW、4基設置）
- 集電装置：パンタグラフ